# Oxford Dictionary of Byzantium

The Oxford Dictionary of Byzantium

The Oxford Dictionary of Byzantium (tạm dịch: Từ điển Oxford về Byzantium, thường viết tắt là ODB) là một bộ từ điển lịch sử ba tập do Oxford University Press (Nhà xuất bản Đại học Oxford) của Anh xuất bản. Cùng với hơn 5000 đầu mục, nó chứa những thông tin toàn diện bằng tiếng Anh về các chủ đề liên quan đến Đế quốc Byzantine. Bộ từ điển được Tiến sĩ Alexander Kazhdan biên soạn và được xuất bản lần đầu vào năm 1991. Kazhdan là một giáo sư tại Đại học Princeton đã trở thành Viện sĩ Nghiên cứu Cấp cao tại Dumbarton Oaks, Washington, DC trước khi qua đời. Kazhdan đã đóng góp nhiều bài viết trong bộ từ điển luôn luôn ký tắt hai chữ đầu A.K. trong tên mình ở phần cuối của bài viết để biểu thị đóng góp của ông.

## Mô tả
Bộ từ điển có sẵn trong các phiên bản in ấn và tài liệu điện tử tham khảo từ Oxford Reference Online. Nó bao gồm các sự kiện lịch sử chính của Byzantium, cũng như các sự kiện xã hội và tôn giáo quan trọng. Nó cũng bao gồm tiểu sử của các nhân vật chính trị và văn học nổi tiếng và mô tả chi tiết các chủ đề về tôn giáo, xã hội, văn hóa, luật pháp và chính trị. Những chủ đề văn hóa bao gồm âm nhạc, thần học và nghệ thuật. Những chủ đề khác bao gồm chiến tranh, nhân khẩu học, giáo dục, nông nghiệp, thương mại, khoa học, triết học, và y học cung cấp một bức tranh toàn diện về các cấu trúc chính trị và xã hội phức tạp và tiến bộ của xã hội Byzantine.